# Чорноморська районна рада
Чорномо́рська райо́нна ра́да — орган місцевого самоврядування Чорноморського району Автономної Республіки Крим. Розміщується в селищі міського типу Чорноморське, котре є адміністративним центром Чорноморського району.
З 15 квітня 2014 року районна рада тимчасово не виконує обов'язки через окупацію Автономної Республіки Крим Російською Федерацією.

## Склад ради

### VI скликання
Рада складається з 22 депутатів, з них половина — обрані в одномандатних мажоритарних виборчих округах та половина — в багатомандатному виборчому окрузі.
Останні вибори до районної ради відбулись 31 жовтня 2010 року. Найбільше депутатських мандатів отримала Партія регіонів — 18 (10 — в одномандатних округах та 8 — в багатомандатному окрузі), за нею Комуністична партія України — 3 (в багатомандатному окрузі) та «Сильна Україна» — 1 депутат (одномандатний округ).

#### Голова
Головою ради було обрано депутата від Партії регіонів Валентина Помазана.